# Ingeborg Scheibler
Ingeborg Scheibler (* 31. August 1929 in Krefeld) ist eine deutsche Klassische Archäologin.
Ingeborg Scheibler wurde am 17. April 1956 bei Bernhard Schweitzer an der Universität Tübingen mit einer Arbeit zum Thema Studien zur Komposition der frühgriechischen Flächenkunst. Die symmetrische Bildform und ihre Geschichte promoviert. 1956/57 erhielt sie das Reisestipendium des Deutschen Archäologischen Instituts. Anschließend war sie für die Kerameikos-Grabung tätig. 1971 erfolgte an der Universität München die Habilitation mit der Arbeit Griechische Lampen (aus dem Kerameikos). In München war sie von 1966 bis zu ihrem Ruhestand 1991 als Hauptkonservatorin am Museum für Abgüsse Klassischer Bildwerke tätig und lehrte als außerordentliche Professorin.
Scheibler befasst sich vorrangig mit griechischer Keramik und Malerei sowie der Künstlergeschichte. Ihre Monografie Griechische Töpferkunst ist ein Standardwerk und wurde auch ins Italienische und Griechische übersetzt. Als Spezialistin insbesondere für die Herstellung griechischer Keramik und ihrer wirtschaftlichen, technischen und stilistischen Hintergründe war Scheibler zudem für einen Großteil der Artikel zu diesem Thema im Neuen Pauly, aber auch im Lexikon der Alten Welt, verantwortlich. Sie ist korrespondierendes Mitglied des Deutschen Archäologischen Instituts.

## Schriften
- Die symmetrische Bildform in der frühgriechischen Flächenkunst. Lassleben, Kallmünz 1960.
- Griechische Lampen (= Kerameikos, Band 11). de Gruyter, Berlin 1976, ISBN 3-11-004858-2.
- Griechische Töpferkunst. Herstellung, Handel und Gebrauch der antiken Tongefäße (= Becks archäologische Bibliothek). C. H. Beck, München 1983, ISBN 3-406-09544-5 (2. Auflage 1995).
  - italienische Ausgabe: Il vaso in Grecia. (= Biblioteca di archeologia, Band 34). Longanesi, Mailand 2004, ISBN 88-304-1607-X.
  - griechische Ausgabe: Ελληνική Κεραμική. Kardamitsa, Athen 1992.
- Griechische Malerei der Antike. C. H. Beck, München 1994, ISBN 3-406-38492-7.
  - griechische Ausgabe: Archaia ellēnikē zōgraphikē. Morphōtiko Idryma Ethnikēs Trapezēs, Athen 2015.
- Die Malerei der Antike und ihre Farben. Aspekte und Materialien zur Koloritgeschichte. VDG Weimar im Jonas-Verlag für Kunst und Literatur, Weimar 2017, ISBN 978-3-89739-895-5.